# Botrytis citrina
Botrytis citrina är en svampart som beskrevs av Berk. 1838. Botrytis citrina ingår i släktet Botrytis och familjen Sclerotiniaceae.   Inga underarter finns listade i Catalogue of Life.